# Christian Morville
Christian Viggo Morville (3. december 1891 på Frederiksberg – 21 december 1942 på Amtssygehuset i Gentofte) var en dansk vekselerer og fodboldspiller, der spillede en landskamp for Danmark. 
Morville spillede hele sin danske karriere for KB 1910-1912 og 1917. Han spillede fire år i Sankt Petersborg i Rusland; 1913-1914 i "Sport" som han vandt Sankt Petersborgs mesterskabet med begge år. Han skiftede derefter til naboklubben "Neva", hvor han spillede 1915-1916.
Morville var med i den danske trup ved OL 1912 i Stockholm, men som ubenyttet reserve modtog han ingen medalje, da Danmark vandt sølvmedaljer. 
Efter OL, spillede han sin eneste landskamp 6. oktober 1912 i en venskabskamp i Idrætsparken mod Tyskland som Danmark vandt 3-1. 